# Істборн
Істборн (англ. Eastbourne) — місто на півдні Великої Британії. Розташоване на узбережжі протоки Ла-Манш, за 31 км на схід від Брайтона.
Істборн є курортом і має своїм основним джерелом доходів туризм. Він обладнаний 4 театрами, численними парками, естрадою та музеями. Центром туристичного бізнесу є 6-кілометровий пляж з дрібною галькою, з розташованими вздовж набережній готелями і гостьовими будинками.
У місті народилася Тереза Мей — прем'єр-міністр Великої Британії.

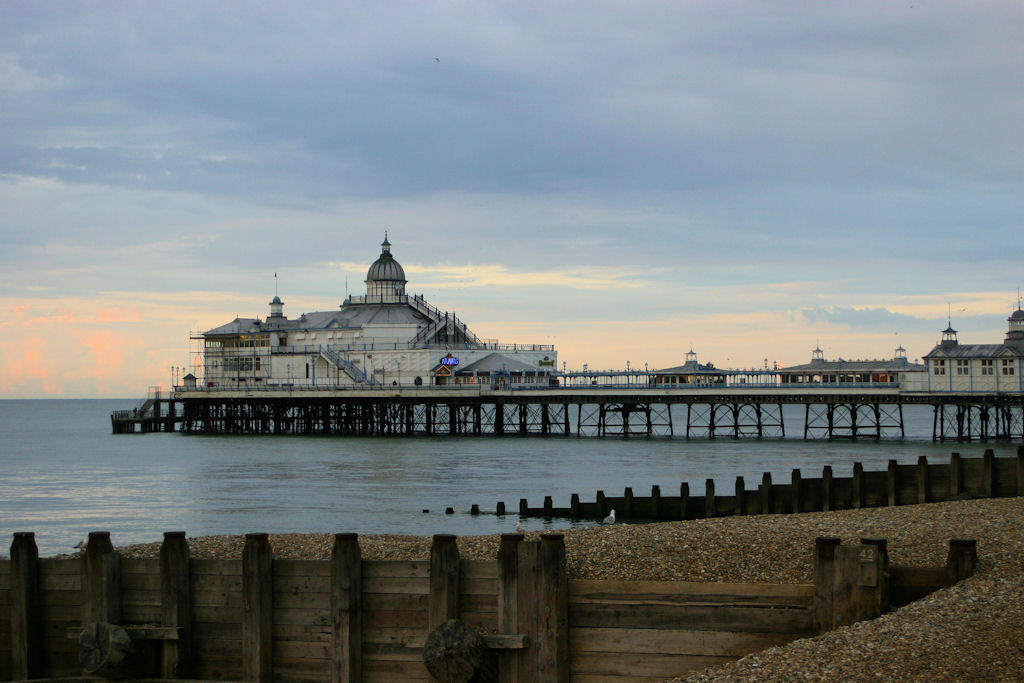
Берег і пірс Істборну

## Відомі люди
- Джон Бодкин Адамс — британський лікар і серійний вбивця.
- Алістер Кроулі — містик.

### Уродженці
- Тереза Мей (* 1956) — британський політик, прем'єр-міністр Великої Британії.
- Френсіс Макдональд Корнфорд (1874—1943) — англійський вчений-антикознавець, поет.
- Оуен О'Меллі (1887—1974) — британський дипломат.